# Wide Awake (píseň, Katy Perry)
„Wide Awake“ je píseň americké zpěvačky Katy Perry z alba Teenage Dream: The Complete Confection. Píseň napsala s Maxem Martinem, Bonnie McKee a producenty Dr. Luke a Cirkut. Byla speciálně napsána pro autobiografický filmu Katy Perry: Part of Me. Píseň byla vydána 22. května 2012 od Capitol Records jako druhý a poslední singl z Teenage Dream: The Complete Confection. "Wide Awake" je stylizovaný na dance-pop, a v lyric videu se vrací k historii Teenage Dream.

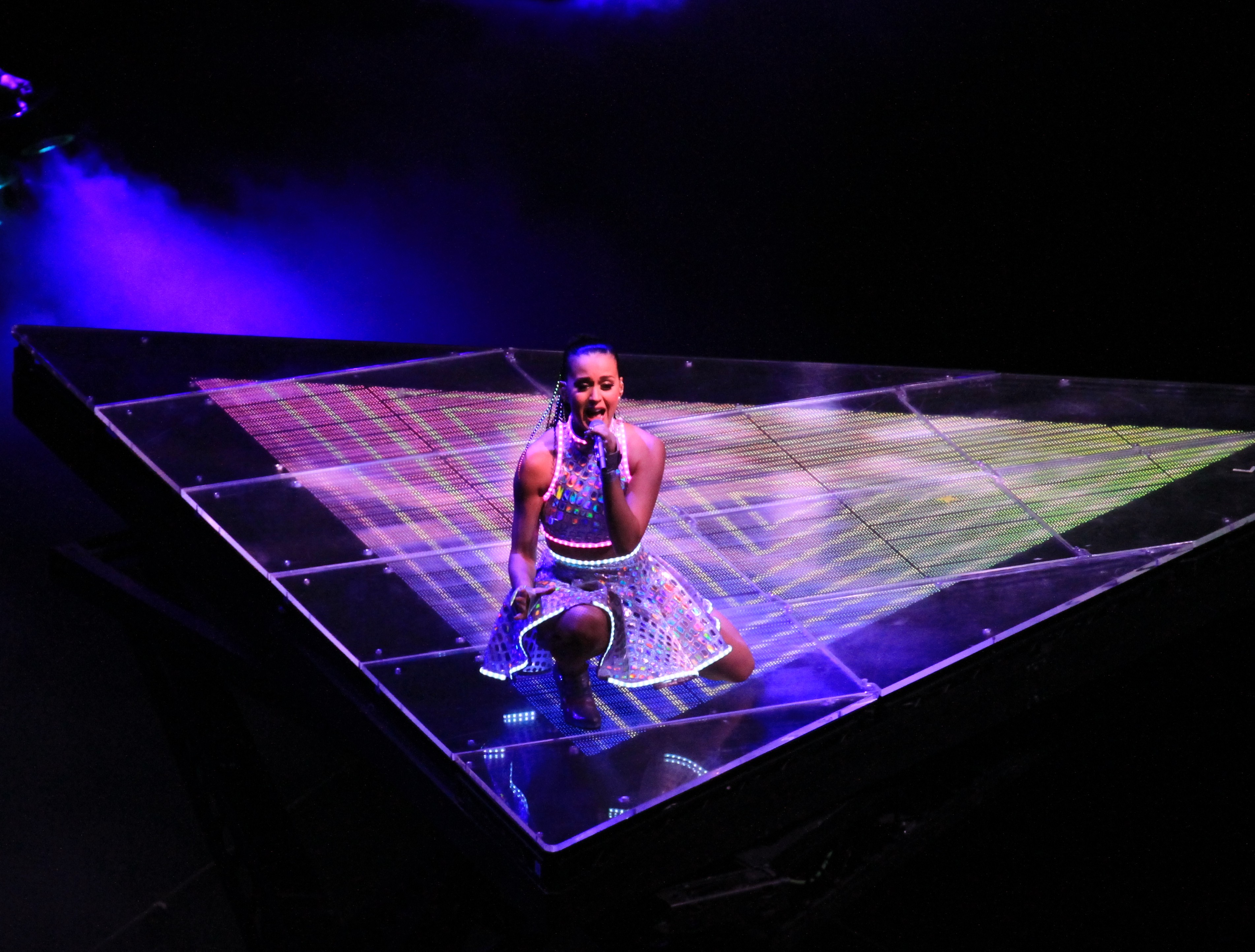
Katy na Prismatic World Tour zpívá Wide Awake

| Chart (2012) | Vrchol Pozice |
| ------------ | ------------- |
| Austrálie    | 4             |
| Kanada       | 1             |
| Česko        | 26            |
| Francie      | 33            |
| Německo      | 39            |
| Irsko        | 6             |
| Itálie       | 11            |
| Nový Zéland  | 1             |